# Metsamor (rivière)
Pour les articles homonymes, voir Metsamor (homonymie).
La Metsamor (en arménien : Մեծամոր ; auparavant Sevjur) est une rivière de Transcaucasie, un affluent de l'Araxe (rive gauche), donc un sous-affluent de la Koura.

## Géographie
Sa source se situe en Arménie, dans le marz d'Armavir. elle se dirige vers l'est et capte les eaux du Kasakh avant de rejoindre l'Araxe à la frontière turque.